# کاساهارا ۷۱۳۳
سیارک ۷۱۳۳ (به انگلیسی: 7133 Kasahara، نامگذاری:1993TX1) هفت هزار و صد و سی و سومین سیارک کشف شده‌است که در ۱۵ اکتبر ۱۹۹۳ کشف شد.
قدر مطلق سیارک برابر ۱۲٫۸۰ است.